# Xiangang Shuiku
Xiangang Shuiku (kinesiska: 显岗水库) är en reservoar i Kina. Den ligger i provinsen Guangdong, i den södra delen av landet, omkring 88 kilometer öster om provinshuvudstaden Guangzhou. Xiangang Shuiku ligger 19 meter över havet. Arean är 7,8 kvadratkilometer. Trakten runt Xiangang Shuiku består huvudsakligen av våtmarker. Den sträcker sig 7,2 kilometer i nord-sydlig riktning, och 4,0 kilometer i öst-västlig riktning.
Genomsnittlig årsnederbörd är 2 177 millimeter. Den regnigaste månaden är maj, med i genomsnitt 511 mm nederbörd, och den torraste är oktober, med 13 mm nederbörd.